# Isabel Bassett
Pour les articles homonymes, voir Bassett.
Isabel Bassett (née Isabel Glenthorne Macdonald le 23 août 1939) est une femme politique provinciale canadienne de l'Ontario. Elle est présente à l'Assemblée législative de 1995 à 1999 et sert comme ministre dans le gouvernement de Mike Harris. Figure controversée, elle est également pionnière de la télédiffusion au Canada en présidant la télévision publique TVOntario/TFO de 1999 à 2005.

## Biographie
Née à Halifax en Nouvelle-Écosse, Bassett obtient un bachelor of Arts de l'Université Queen's de Kingston et un master of Arts de l'Université York en 1973. Graduant d'un collège des enseignants, elle enseigne le français et l'anglais au Humberside Collegiate Institute (en) de Toronto.
Dans les années 1960, elle entre dans la vie publique en devenant journaliste pour Toronto Telegram (en). Travaillant ensuite pour CTV, elle acquiert une réputation d'éminente journaliste et de productrice de documentaires, y compris un passage à l'émission W5 après avoir épousé le propriétaire de Baton Broadcasting, John Bassett, le 17 juillet 1967. Malgré plusieurs prix remporté pendant son passage à CTV, ces honneurs sont quelquefois réduits à leur position avec le propriétaire. John Bassett décède en 1998 et Isabel entame ensuite une relation avec son collègue du cabinet Ernie Eves. Elle écrit également plusieurs livres sur la politique, la société et les réalisations d'éminentes femmes canadiennes.

## Politique
Se présentant sous la bannière progressiste-conservatrice dans la circonscription fédérale de St. Paul's en 1993, elle est largement défaite par le libéral Barry Campbell.
Élue députée progressiste-conservatrice de la circonscription provinciale de St. Andrew—St. Patrick en 1995 face à la libérale Carolyn Bennett, elle est nommée ministre de la Citoyenneté, de la Culture et de la Récréation dans le gouvernement de Mike Harris en octobre 1997. Contrairement à la réputation de droite du gouvernement Harris, Bassett est considérée comme une Red Tory, donc socialement progressiste.
Lors des élections générales de 1999, elle est défaite dans St. Paul's par le libéral Michael Bryant (en) en raison du mécontentement de la population torontoise face au gouvernement progressiste-conservateur.

## TV Ontario
Après l'élection, Bassett est nommée présidente de TVOntario par Mike Harris. Son mandat consiste alors à recentrer le réseau sur de la programmation éducative. Sa position devient controversée lorsque Ernie Eves devient premier ministre de l'Ontario en 2002 en Ontario et que sa relation puisse être perçue comme une possibilité de conflit d'intérêts. Étant donné sa popularité, la controverse est rapidement calmée et elle conserve le poste de présidente et de directrice-générale (CEO) jusqu'en septembre 2005, moment où le gouvernement libéral de Dalton McGuinty sépare les deux postes. Elle est remplacée par Peter O'Brian au poste de président et Lisa de Wilde (en) comme directrice-générale.

## Honneurs
En 2016, elle devient membre de l'Ordre de l'Ontario.
En juin 2016, elle devient membre de l'Ordre du Canada pour son « engagement communautaire et son engagement envers l'avancement des femmes et le service public, notamment dans la radiodiffusion éducative ».